# 黄毛雪山杜鹃
黄毛雪山杜鹃（学名：Rhododendron aganniphum var. flavorufum）为杜鹃花科杜鹃花属下的一个变种。